# Henry Lloyd

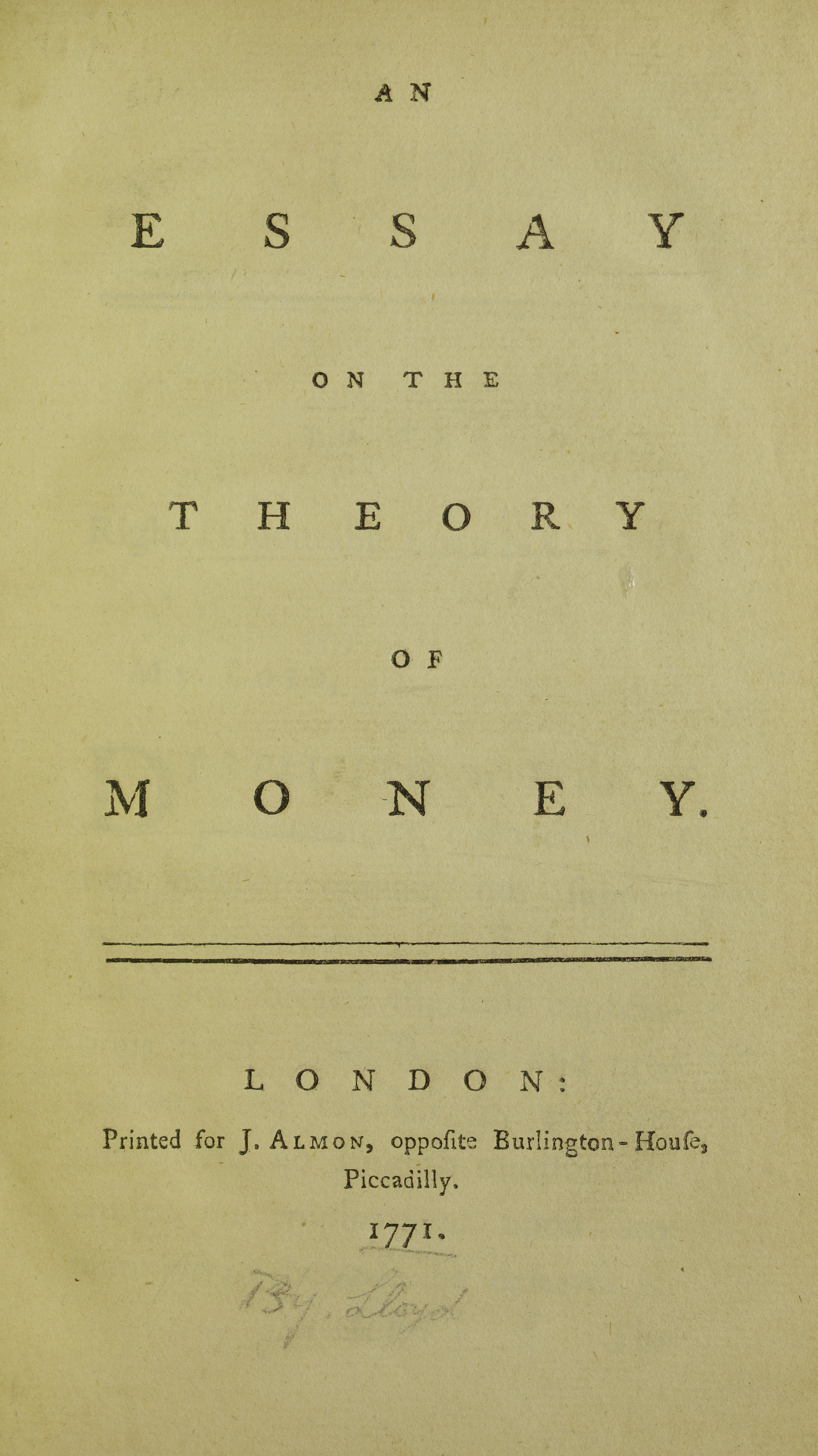
Essay on the theory of money, 1771

Henry Humphrey Evans Lloyd (1720 circa – l'Aia, 19 giugno 1783) è stato un economista e militare britannico. Partecipò a svariate campagne militari e diplomatiche, scrisse trattati in materia militare ed economica.

## Opere
- (EN) Henry Lloyd, Essay on the theory of money, London, John Almon, 1771. URL consultato il 22 giugno 2015.